# Додецилдипропилентриамин
Додецилдипропилен триамин, N,N-бис(3-аминопропил)-додециламин (англ. N,N-Bis(3-aminopropyl) dodecylamine), Triamine Y12D, N-(3-aminopropil)-N-dodecylpropane-1,3-diamine, Laurylamine dipropylenediamine — биоцид.

## Описание
Химическое соединение N,N-бис(3-аминопропил)-додециламин — это триамин с двумя аминопропилами и одной алкильной цепочкой длиной, в-основном, C₁₂ (98%), также C₁₀ (1%) и C₁₄ (1%).
Хорошо растворяется в спирте и воде.
Додецилдипропилен триамин представляет собой малотоксичное для человека соединение, эффективно убивающее микрорганизмы — грамположительные, грамотрицательные бактерии, а также микобактерии туберкулёза. Применяется в растворах для санитарной обработки (дезинфекции) больничных помещений.
Додецилдипропилен триамин обладает низкой токсичностью, что позволяет использовать его для обработки коммунальных помещений и подвижного состава транспортных объектов.
30% раствор используется в качестве дезинфектанта. Входит в состав некоторых смазок презервативов.
Додецилдипропилен триамин используется в составе пропитки дезинфицирующих салфеток. 
Вещество разработано и выпускается компанией Akzo Nobel Surf. Chem AB под торговой маркой Triameen®Y12D-30.